# Canthigaster smithae
Canthigaster smithae es una especie de peces de la familia Tetraodontidae en el orden de los Tetraodontiformes.

## Morfología
Los machos pueden llegar alcanzar los 13 cm de longitud total.

## Hábitat
Es un pez de mar de clima tropical y asociado a los  arrecifes de coral que vive entre 20-37 m de profundidad.

## Distribución geográfica
Se encuentra al oeste de la Índico: desde Mauricio hasta Durban (Sudáfrica). También está presente en las Maldivas.

## Observaciones
Es inofensivo para los humanos.